# Sord M23P
El Sord M23P fue un ordenador personal japonés «transportable» (pesaba cerca de 9 kg), fabricado por Sord Corp. a partir de 1983. Fue una de las primeras máquinas equipadas con la disquetera de 3½" producida por Sony. Su sistema operativo era el CP/M.

## Características técnicas
| UCP            | Zilog Z80A a 4,00 MHz |
| RAM            | 128 KiB |
| ROM            | 4 KiB |
| Teclado        | mecánico, 94 teclas |
| Pantalla       | LCD monocromático opcional (texto: 80 X 8) o monitor convencional (texto: 80 x 25 - gráfico: 640 x 200 píxeles, 8 colores) |
| Sonido         | altavoz incorporado («beeper»)                                                                                             |
| Puertos        | puerto paralelo Centronics, 2 conectores RS232, 2 puertos de expansión (S-100)                                             |
| Almacenamiento | 2 disqueteras de 3,5" integradas (290 KiB cada)                                                                            |